# Cyprus Rally

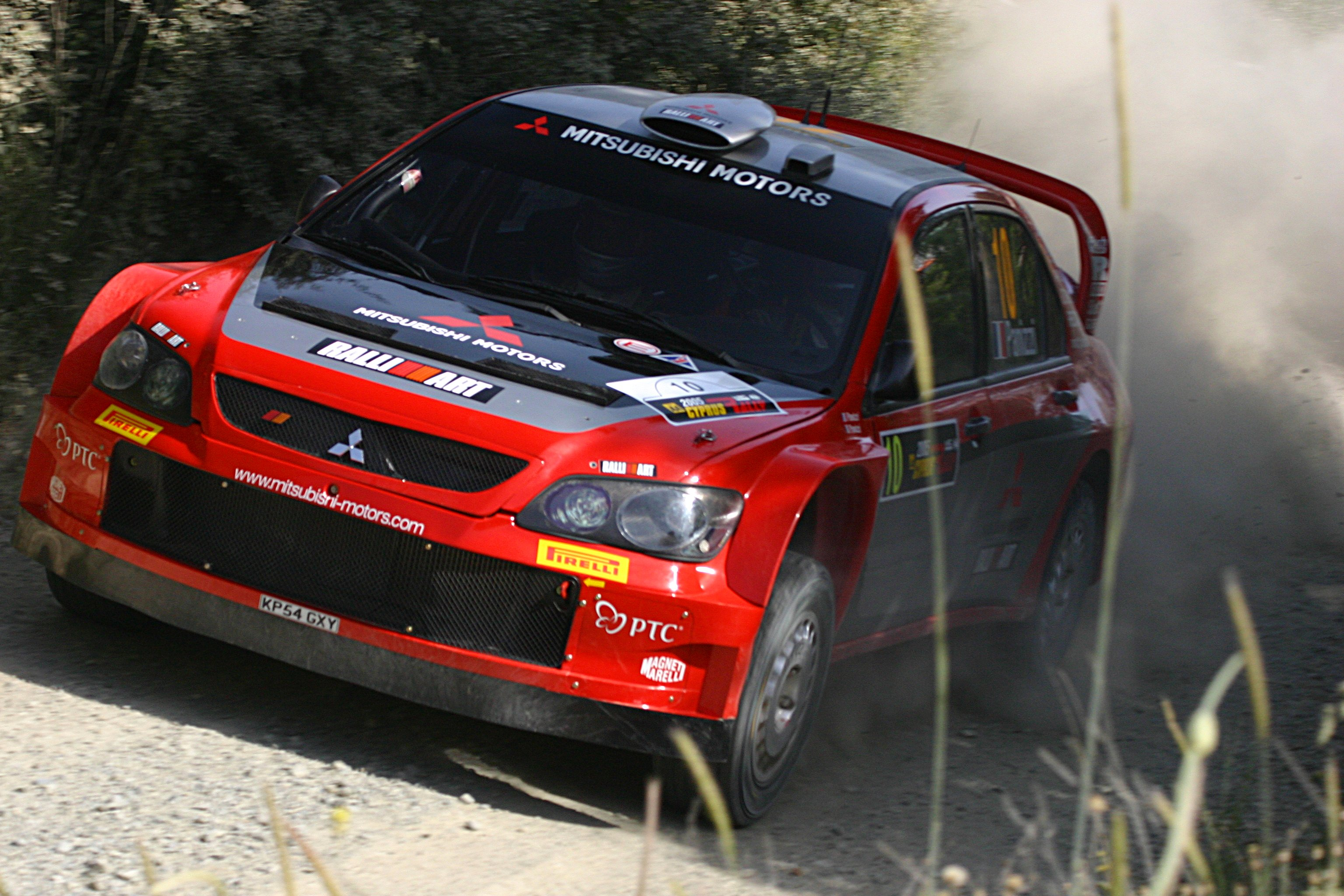
Gilles Panizzi i Mitsubishi Lancer WRC under Cyprus Rally 2005.

Cyprus Rally är en tidigare deltävling i rally-VM med bas i Limassol.
Första tävlingen kördes 1970 och Cyprus Rally ingick i rally-VM mellan 2000 och 2006, och en sista gång 2009 när den var den enda blandade tävlingen (både grusvägar och asfaltsvägar på samma sträcka) på kalendern.

## Vinnare i Cyprus Rally
| År   | Vinnare                         | Bil                     |
| ---- | ------------------------------- | ----------------------- |
| 2009 | Sébastien Loeb Daniel Elena     | Citroën C4 WRC          |
| 2008 | Inget VM-rally                  | Inget VM-rally          |
| 2007 | Inget VM-rally                  | Inget VM-rally          |
| 2006 | Sébastien Loeb Daniel Elena     | Citroën Xsara WRC       |
| 2005 | Sébastien Loeb Daniel Elena     | Citroën Xsara WRC       |
| 2004 | Sébastien Loeb Daniel Elena     | Citroën Xsara WRC       |
| 2003 | Petter Solberg Phil Mills       | Subaru Impreza WRC 2003 |
| 2002 | Marcus Grönholm Timo Rautiainen | Peugeot 206 WRC         |
| 2001 | Colin McRae Nicky Grist         | Ford Focus RS WRC 01    |
| 2000 | Carlos Sainz Luis Moya          | Ford Focus RS WRC 00    |